# Burgstall Ulrichsberg
Der Burgstall Ulrichsberg bezeichnet eine abgegangene mittelalterliche Höhenburg auf dem Berg in Ulrichsberg, einem Ortsteil der Gemeinde Grafling im Landkreis Deggendorf in Bayern. Die Anlage wird als Bodendenkmal unter der Aktennummer D-2-7143-0041 im Bayernatlas als „Burgstall des Mittelalters“ geführt. Ebenso ist sie unter der Aktennummer D-2-71-122-30 als Baudenkmal von Ulrichsberg verzeichnet.

## Beschreibung
Anzeichen des Burgstalls finden sich auf dem vorderen Bergsporn, der von Oberprechtshausen her nach Süden vorstößt. Dieser fällt nach Osten, Süden und Westen steil ab; die Waldung heißt heute noch „Burgholz“. Die Anlage erstreckt sich mit ihrem Hauptwerk von der Südkante der Ulrichskirche bis zu dem in den Felsen steilwandig eingetieften, breiten Halsgraben. Dieser bildete einen Schutz gegen das leicht zugängliche nördliche Vorgelände. Am Westrand des leicht gewölbten Innenraums ist am Hang noch eine 12 m lange und 4 m hohe Mauer aus gemörtelten Bruchsteinen zu erkennen. Weitere Reste finden sich weiter nördlich, wo der Innenraum der Burganlage nach einer deutlichen Abstufung in Richtung des Halsgrabens an Höhe verliert.
Von der Burganlage ist noch die ehemalige Schlosskapelle, aus der die heutige Wallfahrtskirche St. Ulrich hervorgegangen ist, erhalten.

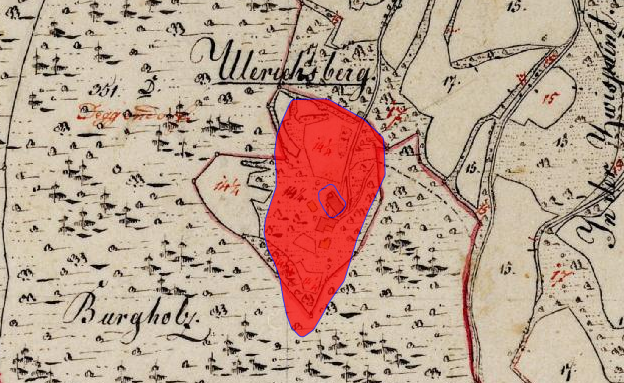
Lageplan des Burgstalls Ulrichsberg auf dem Urkataster von Bayern

## Geschichte
Erbaut wurde die Burg im 15. Jahrhundert von den Herren von Deggendorf, welche aus dem schwäbischen Adelsgeschlecht der Goshammer stammten und mit dem Grafen von Dillingen verwandt waren. Der Name Ulrichsberg ergab sich durch die Verwandtschaft derer von Dillingen mit dem Bischof Ulrich von Augsburg.